# Peter Fürstenau
Peter Fürstenau (* 20. Mai 1930 in Berlin; † 27. März 2021 in Düsseldorf) war ein deutscher Psychoanalytiker und Psychotherapeut.

## Leben
Nach dem Studium der Philosophie, Soziologie und Klassischen Philologie (Gräzistik) in Berlin und Frankfurt am Main (1948–1956) und der Promotion am 10. Dezember 1956 an der FU Berlin war er wissenschaftlicher Assistent, später Dozent für Philosophie an der PH Berlin (1957–1962). Von 1962 bis 1973 war er Mitarbeiter am Zentrum für psychosomatische Medizin des Fachbereichs Humanmedizin der Universität Gießen. Nach der Habilitation für Psychoanalyse und Soziologie 1969 war er zuletzt wissenschaftlicher Rat und Professor als Abteilungsvorsteher, ab 1973 nebenamtlich als Honorarprofessor. In psychotherapeutischer Privatpraxis (Einzel-, Paar-, Familientherapie) war er als psychologischer Psychotherapeut (1977–2016) in Düsseldorf mit einem lösungsorientierten psychoanalytisch-systemischen Konzept tätig.

## Schriften (Auswahl)
- Heidegger. Das Gefüge seines Denkens. Frankfurt am Main 1958, OCLC 3735026.
- Soziologie der Kindheit. 4. Auflage, Heidelberg 1973, OCLC 68380365.
- Zur Psychoanalyse der Schule als Institution. Unveränd. fotomechan. Nachdruck, Berlin 1978, ISBN 978-3-920037-63-9.
- Entwicklungsförderung durch Therapie. Grundlagen psychoanalytisch-systemischer Psychotherapie. München 1992, ISBN 978-3-7904-0590-3.
  - Unveränderte Neuauflage der 2. Auflage von 1994: Gießen 2017, ISBN 978-3-8379-2732-0.
- Zur Theorie psychoanalytischer Praxis. Psychoanalytisch-sozialwissenschaftliche Studien. 2., veränd. Auflage, Stuttgart 1992, ISBN 3-608-95895-9.
- Psychoanalytisch verstehen, systemisch denken, suggestiv intervenieren. 3., erw. Auflage, Stuttgart 2007, ISBN 3-608-89055-6.
- Entwicklungsförderung durch Therapie. Grundlagen psychoanalytisch-systemischer Psychotherapie. Gießen 2017, ISBN 3-8379-2732-6.